# Yorick de Bruijn
Yorick de Bruijn (* 14. Juli 1986 in Almere) ist ein niederländischer Wasserspringer. Er startet für den Verein De Dolfijn Amsterdam im Kunstspringen vom 1-m- und 3-m-Brett sowie im 3-m-Synchronspringen. Trainiert wird er von Balazs Ligart.
Seine ersten internationalen Titelkämpfe bestritt de Bruijn bei der Europameisterschaft 2008 in Eindhoven, verpasste dabei vom 1-m- und 3-m-Brett jedoch die Finals. Im folgenden Jahr startete er in Rom auch erstmals bei der Weltmeisterschaft, konnte vom 3-m-Brett und im 3-m-Synchronspringen aber nur hintere Plätze einnehmen. Seine erste Finalteilnahme erreichte de Bruijn im 3-m-Synchronspringen mit Ramon de Meijer bei der Europameisterschaft 2010 in Budapest, wo das Duo am Ende Rang acht belegte. Bei der Europameisterschaft 2012 in Eindhoven konnte er dann auch in Einzelwettbewerben seine ersten Finalteilnahmen erreichen und belegte am Ende vom 1-m- und 3-m-Brett die Ränge elf und zwölf.
Seit dem Jahr 2009 gewann de Bruijn alle nationalen Titel in den drei Disziplinen des Kunstspringens. Beim Weltcup 2012 gewann er einen Quotenplatz für die Olympischen Spiele 2012 in London. Da er die nationalen Kriterien aber nicht erfüllte, wurde er vom Verband nicht nominiert.